# Миньяни, Мишель
Мишель Миньяни (итал. Michele Mignani; род. 30 апреля 1972, Генуя) — итальянский футболист и тренер. Выступал на позиции защитника.

## Биография
Воспитанник футбольного клуба «Сампдория». 13 января 1991 года дебютировал за команду в Серии A в матче против «Лечче». 10 сезонов провёл в футбольном клубе «Сиена», был капитаном команды, в 2001 стал победителем Серии B, выступал в дебютном для команды сезоне 2001/02 в Серии A. Покинул клуб в 2006 году. Номер 4, под которым выступал игрок в клубе, был выведен из обращения.
Провёл 6 матчей за национальную молодёжную сборную Италии.
В 2009 году вернулся в «Сиену», но уже в качестве тренера, возглавлял детскую команду и команду для игроков не старше 19 лет. В начале сезона 2016/17 возглавил клуб «Ольбия», выступающий в третьей лиге Италии, но 7 марта 2017 года был освобождён от своих обязанностей после 6 поражений команды подряд, новым тренером стал Симоне Тирибокки.